# Fryderyk VI (margrabia Badenii-Durlach)
Fryderyk VI (ur. 16 listopada 1617, zm. 10 stycznia 1677) – margrabia Badenii-Durlach, uczestnik wojny trzydziestoletniej i potopu szwedzkiego
Był najstarszym synem margrabiego Badenii-Durlach Fryderyka V. Służbę wojskową rozpoczął u boku księcia weimarskiego Bernarda w czasie wojny trzydziestoletniej w I Rzeszy. W 1639 roku przeszedł na służbę Fryderyka VI Heskiego, biorąc udział w kilku starciach z siłami cesarza Ferdynanda III, m.in. pod Mersenburgiem w 1641 roku. Po zakończeniu wojny wyjechał do Szwecji i ożenił się z Krystyną Wittelsbach, siostrą przyszłego monarchy szwedzkiego. Z tego małżeństwa pochodzili:
- Fryderyk Kazimierz (1643-1644)
- Christina (1645-1705) - żona Albrechta Hohenzollerna margrabiego Brandenburgii-Ansbach, oraz Fryderyka Wettyna księcia Saksonii-Gotha-Altenburg,
- Eleonora Katarzyna (1646)
- Fryderyk Magnus (1647-1709) - margrabia Badenii-Durlach
- Karol Gustaw (1648-1703)
- Katarzyna Barbara (1650-1733)
- Joanna Elżbieta (1651-1680) - żona Jana Fryderyka Hohenzollerna
- Fryderyka Eleonora (1658)

Mimo że nie odznaczał się talentami wojskowymi, to w 1655 roku został mianowany przez szwagra generałem-majorem, a rok później generałem-lejtnantem kawalerii. Nie wyróżnił się podczas bitew pod Warką i Warszawą w 1656 roku. Po śmierci króla Szwecji Karola Gustawa powrócił do Niemiec i wstąpił na służbę u cesarza Leopolda I. Na czele oddziałów cesarskich walczył z Turkami na Węgrzech. W latach siedemdziesiątych XVII stulecia brał udział w wojnie z Francją o Niderlandy. Zmarł w 1677 roku.